# 路加福音第1章
《路加福音》第1章是《新約聖經·路加福音》的第一章，全章共有80節。

## 内容
路加福音1章的内容，包括施洗约翰的成孕、耶稣的成孕及施洗约翰的出生。
本章的特色之一，是大段记载了以利沙伯的祝福（39-45节）、马利亚的赞美（46-56节）和撒迦利亚的预言（68-80节）。

### 施洗约翰的成孕
根据路加福音1章的记载，在犹太王希律统治时期，亚比雅班里有一位祭司撒迦利亚；他妻子以利沙伯是大祭司亚伦的后代（路加福音 1:5）。他们夫妇“在神面前都是义人，遵行主的一切诫命礼仪，没有可指摘的”（1:6），但是已经年老，还没有子女。一天，按照班次，轮到撒迦利亚到圣殿内金香坛前烧香。天使长加百列站在圣殿内香坛的右边，向撒迦利亚显现，告诉他，他们夫妇将要生一个儿子，这个儿子“在主面前将要为大，淡酒浓酒都不喝，从母腹里就被圣灵充满了。”（1:15）。撒迦利亚认为自己已经年老，不相信加百列所说的话，于是暂时失去了说话的能力。他回家以后，不久，以利沙伯果真怀了孕。

### 耶稣的成孕

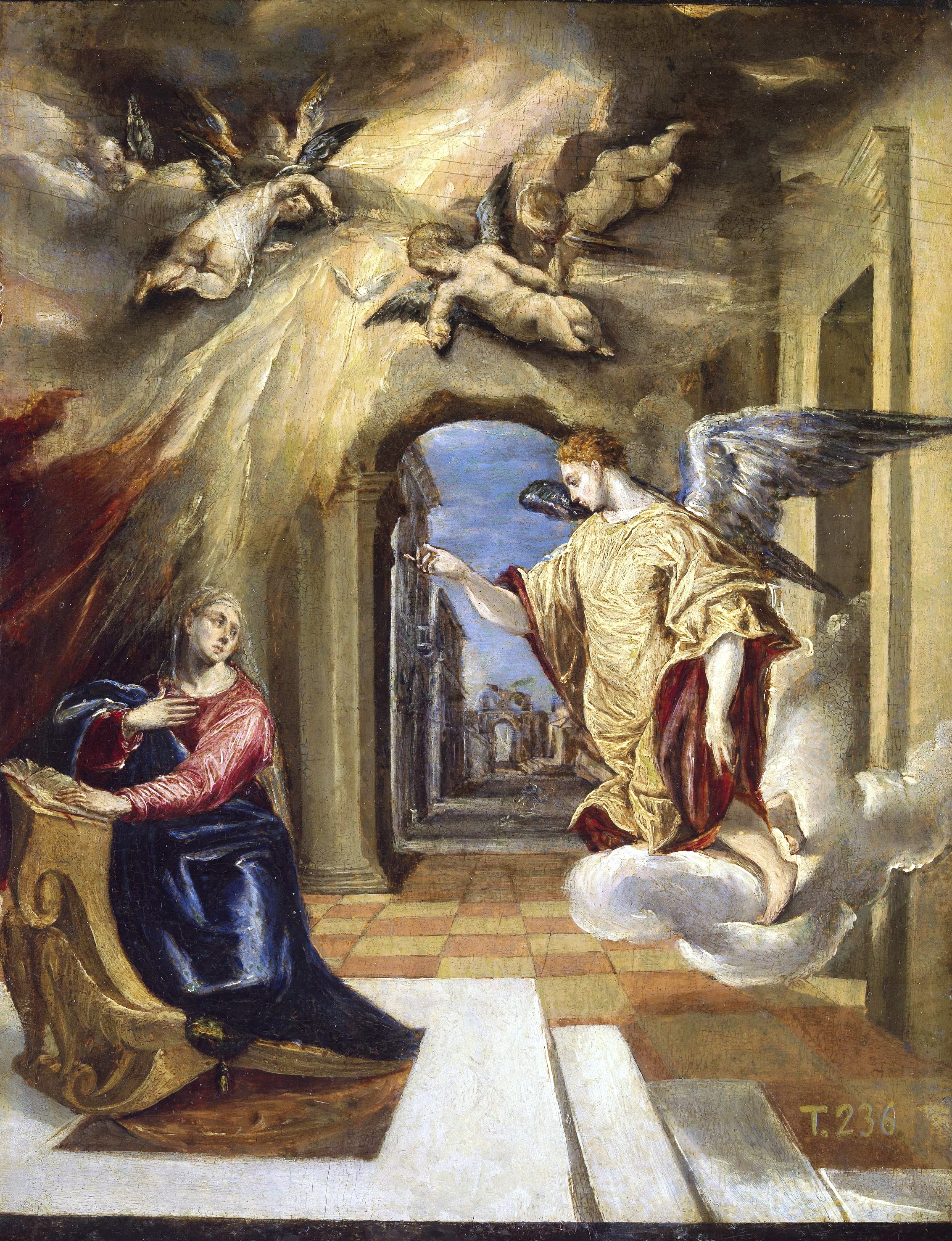
加百列问候马利亚

随后，路加记载在6个月之后，天使加百列奉神差遣，前往加利利地区的拿撒勒城，找到那里的一位已经与约瑟订婚、尚未出嫁的处女马利亚，通知她将要从圣灵怀孕。在马太福音1章并未记载此事，只是在约瑟发现马利亚怀孕后，有一位未记载姓名的天使向约瑟显现。马利亚名字的意思是 excellence，而约瑟名字的意思是"May Yahweh add." (Brown et al. 680)。 
加百列问候她时所用的词汇是“蒙大恩的女子”（kecharitōmenē）。她看来不明白为何这样称呼她，于是加百列告诉她： 
“不要怕，你在神面前已经蒙恩了。看哪，你将怀孕生子，要给祂起名叫耶稣。祂要为大，称为至高者的儿子，主神要把祂祖大卫的宝座给祂，祂要作雅各家的王，直到永远，祂的国也没有穷尽。”（30-33 （页面存档备份，存于））
天使宣告的模式与宣告约翰出生时类似，而且也是应验了旧约圣经中的应许。耶稣的意思是“耶和华拯救”（Brown et al. 680) 她告诉加百列，她还是处女，但是加百列说：“圣灵要临到你身上，至高者的能力要覆庇你，因此所要生的圣者，必称为神的儿子。”（35节）。于是加百列指出她的亲戚以利沙伯，在年老的时候，也怀了男胎，并且“因为在神，没有一句话是不可能的。”37 （页面存档备份，存于），然后就离开了。路加记载马利亚是一位处女，也是祭司亚伦的后代，但是这里说耶稣将要继承“祂祖大卫的宝座”。在路加福音3章耶稣的家谱中，亚伦没有列在大卫祖先的谱系上，因此根据路加福音的记载，他作为大卫的后裔，是法律上的，而不是血统上的。
在但以理书9:24-27，加百列曾经预言关于70周和“弥赛亚”。如果加上以利沙伯领先马利亚怀孕的180天，加上马利亚怀孕的270天，再加上洁净的天数40天2:22 （页面存档备份，存于），共有490天，或70周(Brown et al. 681)。许多基督徒将此看作预言的应验，但是怀疑论者却认为是路加虚构故事，以与预言吻合。弥赛亚出自大卫后裔的预言记载在撒母耳记下 7 （页面存档备份，存于）
路加也提到马利亚是住在拿撒勒，一个安静的小城。他提到神的恩典临到一位年轻未婚的女子，住在一个无名的小城。路加频繁地显示出对妇女、罪人和各种小人物的好感（Brown et al. 681）。
保罗从未提及耶稣为童女所生，但是在罗马书中1:3-4 （页面存档备份，存于）说到他因复活显明是神的儿子，并且强调他的人性。但是路加在这里从耶稣受孕第一分钟起就强调他的神性。(Brown et al. 680)

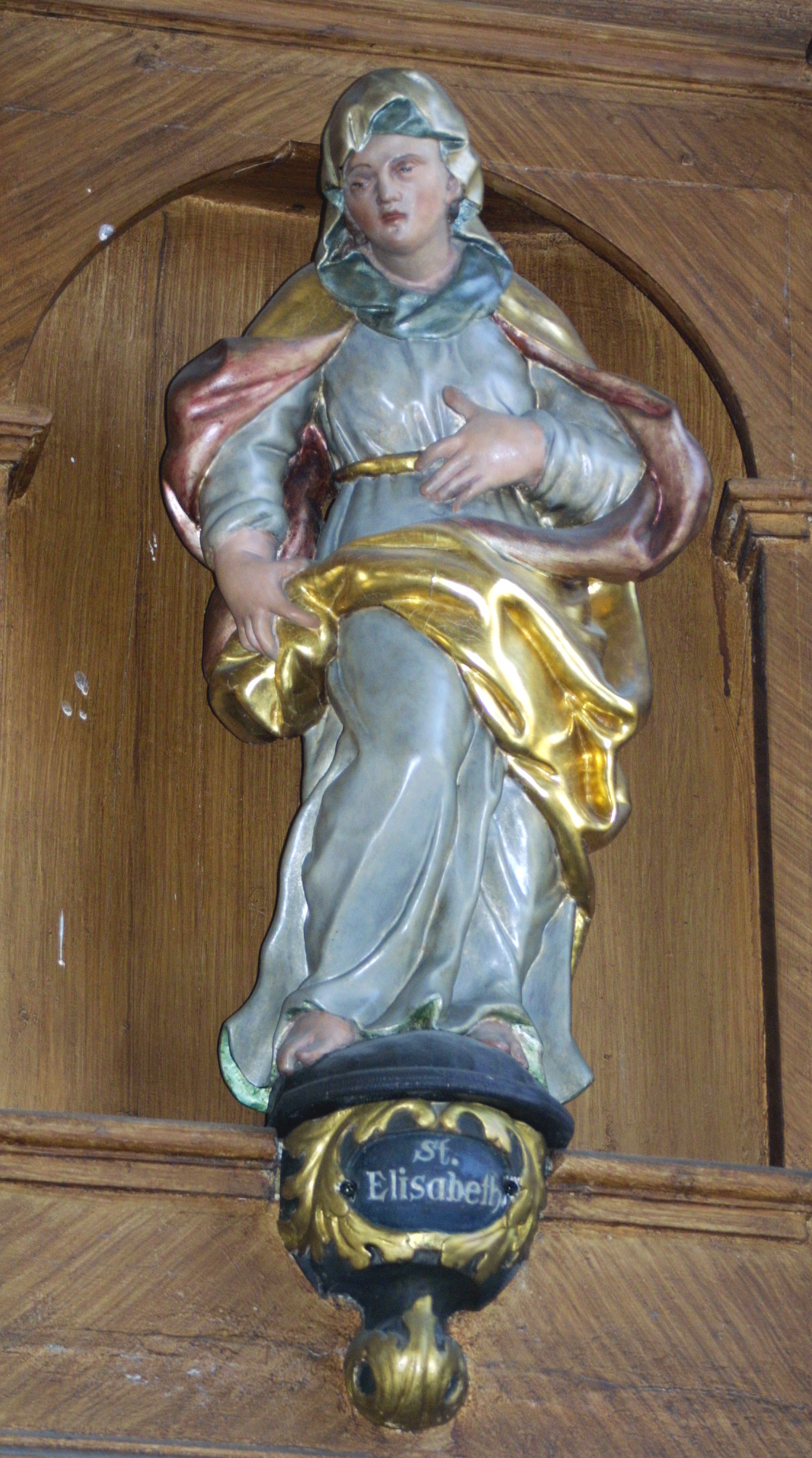
德国巴伐利亚州北部班贝格附近一座教堂内的以利沙伯雕像

已经怀有耶稣的马利亚，前来探望也正在怀孕的年长的表亲以利沙伯（1:36）：
以利沙伯一听到马利亚问安，所怀的胎就在腹里跳动，以利沙伯且被圣灵充溢，
高声喊着说，你在妇女中是有福的，你腹中的果子也是有福的。（1:41–42）
马利亚以利沙伯被圣灵充溢，认出她表妹的“腹中的果子”是她的主，承认马利亚所要生之婴孩的神性：“我主的母亲竟然到我这里来，这事怎么会临到我？”。
而马利亚则以赞美回应，“我魂尊主为大，我灵曾以神我的救主为乐”，又赞美神的怜悯和祂权能的作为。她的赞美引用了许多旧约，显示她对圣经的熟悉，以及满有经历。

## 相关研究

### 以利沙伯与马利亚的关系
关于施洗约翰的母亲、撒迦利亚的妻子以利沙伯（希伯来语 אֱלִישֶׁבַע / אֱלִישָׁבַע “我的神是”an oath"），在新约圣经和古兰经中都有记载。在路加福音 1章36节，提及以利沙伯是耶稣母亲马利亚的“亲戚”。这里所用的希腊文词汇是συγγενίς，可以指各种亲属关系。根据天主教百科全书的记载，是圣希玻里说到她们是表姐妹的亲戚关系：以利沙伯的母亲, Sobe 与马利亚的母亲Saint Anne是姐妹。马利亚的母亲在雅各福音中也被提及。
有关她们关系的这部分译文分别译为“亲戚”

、“女性亲戚”

或“你家族中的”

，以及其他如钦定版圣经译为“表姐妹”
除了路加福音之外，新约圣经中其他地方都没有提到以利沙伯。一些现代的怀疑派学者争辩说，她是路加虚构的一个人物，好将耶稣与施洗约翰拉上关系。不过，反对者也指出，这样的辩论相当可笑，无法加以证实，而且忽略了以利沙伯并非四卷福音书中仅提到一次的人物。有几位女性人物都是仅在福音书中出现了一次 - 包括的妻子马利亚、Cleopas、Joanna 和女门徒, Susanna。有些神学家认为路加在耶稣降生的记载中提到以利沙伯，是因为他比马太的记载更为关注马利亚在怀孕期间的个人经历 （另外两卷福音书，马可福音和约翰福音，都没有记载耶稣的出生，直接从耶稣尽职开始叙述）。几本次经中也提到了以利沙伯，主要是Protevangelion of James，记载了她儿子的出生和她丈夫后来被人谋杀。
以利沙伯在罗马天主教、东正教、圣公会和路德宗中被尊为圣人、在罗马天主教中，敬礼以利沙伯的日期定在11月5日，而在东正教和圣公会是在9月5日, 与她的丈夫撒迦利亚在同一天。在密苏里信义会的瞻礼单中，她被尊为9月5日的matriarch，而撒迦利亚被尊为先知。

## 外部連結
- 路加福音第1章（和合本） （页面存档备份，存于）